# سرگوقلعه

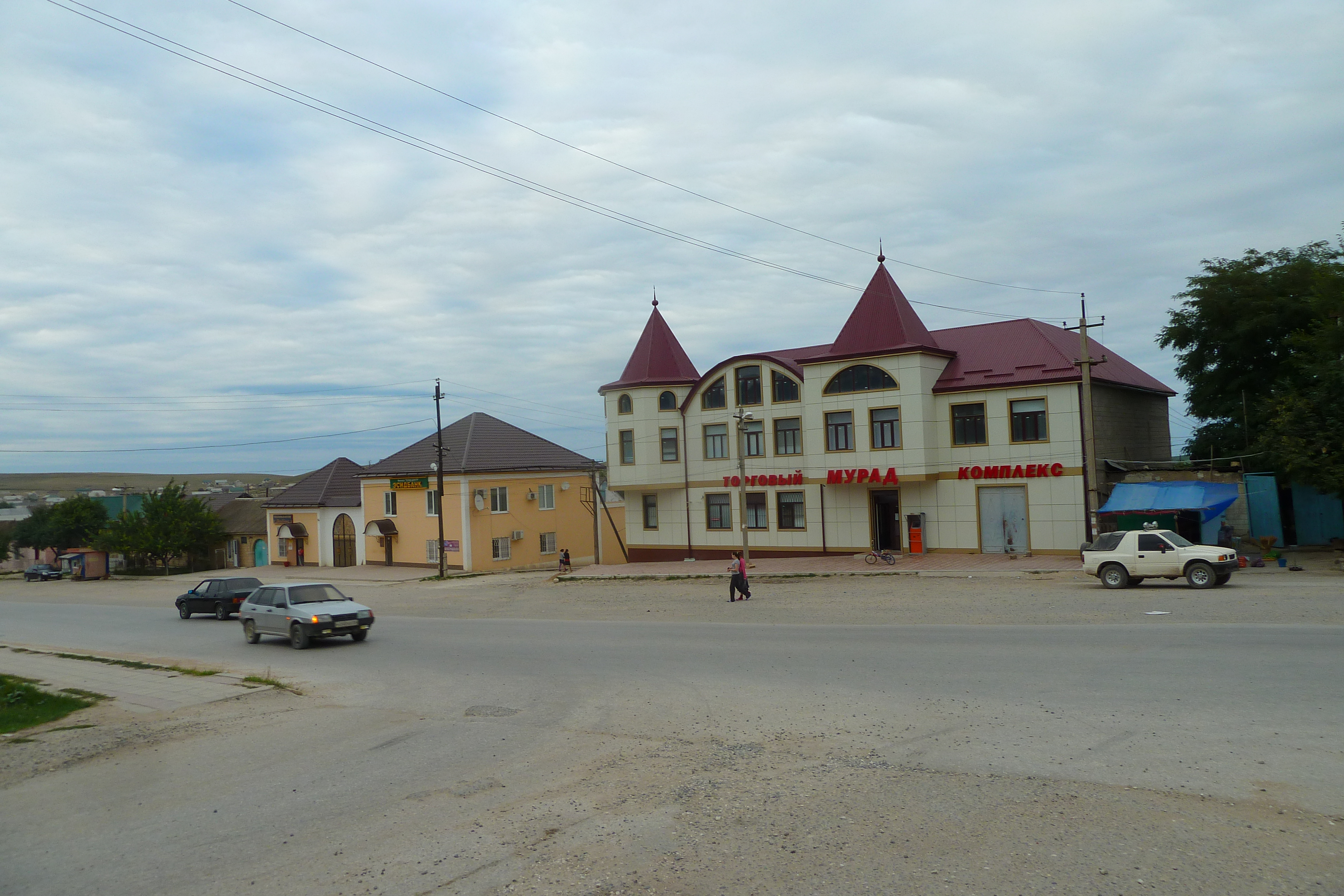
سرگوقلعه

سرگوقلعه (روسی: Сергокала) یک منطقهٔ مسکونی در روسیه است که در داغستان واقع شده‌است.